# Kōhei Ueda
Kōhei Ueda (japanisch 上田 航平 Ueda Kōhei; * 26. Juni 1998 in der Präfektur Kanagawa) ist ein japanischer Fußballspieler.

## Karriere
Ueda erlernte das Fußballspielen in der Jugendmannschaft des YSCC Yokohama. Hier unterschrieb er 20187 auch seinen ersten Profivertrag. Der Verein aus Yokohama spielte in der dritten japanischen Liga. Für Yokohama stand er einmal in der dritten Liga auf dem Spielfeld. 2020 wechselte er zum nach Taiwan, wo er sich dem Taichung Futuro FC anschloss. Der Verein aus Taichung spielte in der ersten Liga, der Taiwan Football Premier League. Für Taichung absolvierte er 16 Erstligaspiele. Nach einem Jahr kehrte er im Januar 2021 zu seinem ehemaligen Verein YSCC Yokohama zurück.